# Курсакбаев, Руслан Аманович
Руслан Арманович Курсакбаев   (род. 2 февраля 1994, Усть-Каменогорск) — казахстанский хоккеист, защитник хоккейного клуба Алматы.

## Биография
С 2001 года воспитанник усть-каменогорского хоккея, занимался у заслуженного тренера Васильченко Василия Васильевича.
В 2011 году стал бронзовым призёром Чемпионата Мира(юниоры до 18 лет). Дивизион I-2011.Группа A, который проходил в Риге.
С 2011—2013 год входил в состав хоккейного клуба «Казцинк-Торпедо-2»(Усть-Каменогорск) и хоккейного клуба Торпедо(Усть-Каменогрск).
В 2012 году стал серебряным призёром Чемпионата Мира(юниоры до 18 лет). Дивизион I-2012.Группа B, в Венгрии.
В сезоне 2013—2015 года свою карьеру продолжил в МХЛ астанинском хоккейном клубе «Снежные Барсы».
В сезоне 2015—2016 году участвовал в Чемпионате Казахстана и Кубке Республики Казахстан в составе команды ШКО(Усть-Каменогорск).
Сезон 2016—2017 продолжил играть в «Алтай Торпедо».
Начиная с сезона 2017 года отправился в Алматы.